# Gäsene tingshus
Gäsene tingshus är ett byggnadsminne och arbetslivsmuseum i Ljung i Herrljunga kommun. Det uppfördes åren 1774–1776 och var i bruk som tingshus till år 1947. I byggnadens bottenvåning finns ett museum.

## Historia
I början av 1600-talet ambulerade tinget i Gäsene härad. Ljung anges som "rättan tingstad" första gången den 19 juni 1644. Under åren 1753–1775 hölls tingen på annan plats, men efter beslut av Kungl Maj:t påbörjades bygget av den nuvarande tingsbyggnadens första våning år 1774 och den togs i bruk den 2 oktober 1776. År 1823 byggdes den på med en våning i trä och rättens sessionssal flyttades upp. I december 1947 hölls det sista tinget och från 1948 uppgick Gäsene härads tingslag i nybildade Borås domsagas tingslag, varvid tingshuset köptes av Gäsene landskommun. Tingshuset blev byggnadsminne den 24 juni 1976.

## Museum
I bottenvåningen finns ett museum, som sköts och förvaltas av Gäsene Hembygds- och Fornminnesförening och Stiftelsen Gäsene tingshus.